# Dorques
Dorques o Tabita (grec antic: Δορκάδα/Δορκάς, Dorkáda/Dorkás; arameu: טביתא Ṭabītā) era una deixebla de Jesucrist que vivia a Jaffa, citada en el Llibre dels fets ［Ac 9:36-42］ del Nou Testament.
Relata els Fets que quan ella va morir, va ser plorada per "totes les viudes, que ploraven i li mostraven [a Pere] les túniques i els mantells que feia Dorques quan era amb elles." ［Ac 9:39］. La construcció grega usada en aquest passatge indica que les vídues eren les destinatàries de la caritat de Dorques, però ella mateixa pot haver estat també una vídua. És probable que fos una dona amb mitjans, donada la seva capacitat per ajudar els pobres. Els deixebles presents van exhortar sant Pere, que va venir de prop de Lida al lloc on el seu cos estava sent preparat per a l'enterrament, i la va alçar d'entre els morts.
Aquesta narrativa referent a Tabita/Dorques indica la seva importància en la comunitat a Jafa. Això també podria ser indicat pel fet que Pere es va prendre la molèstia de venir a ella des d'una ciutat veïna, quan li ho van sol·licitar els membres de la comunitat.
El nom Dorques és una traducció grega del nom arameu Tabita, que significa 'gasela'. Una espècie de gasela ara es coneix com a gasela Dorcas.

## En la tradició cristiana

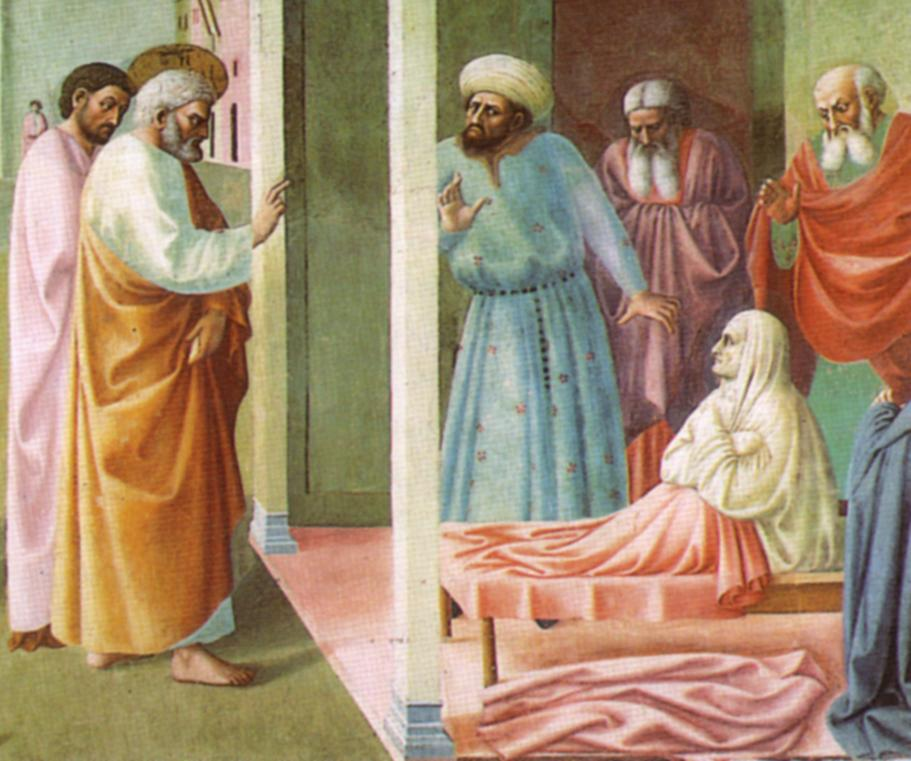
Secció de La curació del lesionat i resurrecció de Tabita per Masolino da Panicale, 1425

Dorques, juntament amb Lídia de Tiatira i Febe, s'honra amb una festivitat del calendari litúrgic de l'Església episcopal dels Estats Units d'Amèrica el 27 de gener. L'Església evangèlica luterana també les commemora conjuntament el 27 de gener, immediatament després dels missioners recordats després de la festa de la Conversió de sant Pau, però el sínode de Missouri de l'Església luterana commemora aquestes tres dones fidels el 25 d'octubre. L'Església catòlica commemora Dorques (sota la versió aramea del seu nom, santa Tabita) el 25 d'octubre, la mateixa data que l'Església oriental. Les Societats Dorques, que proporcionen roba als pobres, porten el seu nom.
Basili de Cesarea es refereix a Dorques com a exemple en la seva obra Morals (article 74): "Perquè una vídua que gaudeix de bastant bona salut ha de passar la seva vida en obres de zel i sol·licitud, tenint en compte les paraules de l'apòstol i l'exemple de Dorques". Dorques també es commemora en els poemes de Robert Herrick ("The Widows' Tears: Or, Dirge of Dorcas") i George MacDonald ("Dorcas").